# Domenech (estación del Tren Urbano de San Juan)
Domenech es una estación de metro del Tren Urbano que se ubica en la Avenida Luis Muñoz Rivera esquina Ave. Ing. Manuel V. Domenech en el distrito de Hato Rey Norte en San Juan, Puerto Rico. La estación fue inaugurada el 17 de diciembre de 2004. Se compone de dos andenes laterales de 138 metros de longitud y dos vías centrales.
El Tren Urbano así como la red de autobuses y las lanchas de Cataño están gestionados por la Autoridad de Transporte Integrado (ATI) de la Autoridad Metropolitana de Autobuses (AMA).

## Proyecto de Arte Público
La estación cuenta con un mural compuesto por mosaico de cristal (Orsoni Smalti Veneziani) como una obra de arte público titulado «El Viajero» por la artista Lilliana Porter.

## Lugares de interés
- Departamento de Trabajo y Recursos
- Zona histórica de Floral Park